# Zitlaltepec de Trinidad Sánchez Santos
Zitlaltepec de Trinidad Sánchez Santos là một đô thị thuộc bang Tlaxcala, México. Năm 2005, dân số của đô thị này là 8229 người.